# 9e étape du Tour d'Espagne 2014
La 9e étape du Tour d'Espagne 2014 a eu lieu le dimanche 31 août 2014 entre la ville de Carboneras de Guadazaón et la station de ski de Aramón Valdelinares (es) sur une distance de 185 km.

## Résultats

### Classement de l'étape
|    | Coureur         | Pays       | Équipe                 |    | Temps           |
| -- | --------------- | ---------- | ---------------------- | -- | --------------- |
| 1  | Winner Anacona  | Colombie   | Lampre-Merida          | en | 4 h 34 min 14 s |
| 2  | Alexey Lutsenko | Kazakhstan | Astana                 | +  | 45 s            |
| 3  | Damiano Cunego  | Italie     | Lampre-Merida          |    | 50 s            |
| 4  | Javier Moreno   | Espagne    | Movistar               |    | 1 min 04 s      |
| 5  | Peio Bilbao     | Espagne    | Caja Rural-Seguros RGA |    | 1 min 12 s      |
| 6  | Jérôme Coppel   | France     | Cofidis                |    | 1 min 21 s      |
| 7  | Ryder Hesjedal  | Canada     | Garmin-Sharp           |    | 1 min 33 s      |
| 8  | Adam Hansen     | Australie  | Lotto-Belisol          |    | 1 min 45 s      |
| 9  | Bob Jungels     | Luxembourg | Trek Factory Racing    |    | 1 min 49 s      |
| 10 | Fabio Felline   | Italie     | Trek Factory Racing    |    | 2 min 08 s      |

### Points attribués
|   | Cycliste         | Pays       | Équipe   | Points |
| - | ---------------- | ---------- | -------- | ------ |
| 1 | Yannick Martinez | France     | Europcar | 4      |
| 2 | Romain Zingle    | Belgique   | Cofidis  | 2      |
| 3 | Alexey Lutsenko  | Kazakhstan | Astana   | 1      |

|   | Cycliste           | Pays           | Équipe        | Points |
| - | ------------------ | -------------- | ------------- | ------ |
| 1 | Nikias Arndt       | Allemagne      | Giant-Shimano | 4      |
| 2 | Jay Robert Thomson | Afrique du Sud | MTN-Qhubeka   | 2      |
| 3 | Yannick Martinez   | France         | Europcar      | 1      |

|    | Cycliste          | Pays       | Équipe                 | Points |
| -- | ----------------- | ---------- | ---------------------- | ------ |
| 1  | Winner Anacona    | Colombie   | Lampre-Merida          | 25     |
| 2  | Alexey Lutsenko   | Kazakhstan | Astana                 | 20     |
| 3  | Damiano Cunego    | Italie     | Lampre-Merida          | 16     |
| 4  | Javier Moreno     | Espagne    | Movistar               | 14     |
| 5  | Peio Bilbao       | Espagne    | Caja Rural-Seguros RGA | 12     |
| 6  | Jérôme Coppel     | France     | Cofidis                | 10     |
| 7  | Ryder Hesjedal    | Canada     | Garmin-Sharp           | 9      |
| 8  | Adam Hansen       | Australie  | Lotto-Belisol          | 8      |
| 9  | Bob Jungels       | Pays-Bas   | Trek Factory Racing    | 7      |
| 10 | Fabio Felline     | Italie     | Trek Factory Racing    | 6      |
| 11 | Jérôme Cousin     | France     | Europcar               | 5      |
| 12 | Alberto Contador  | Espagne    | Tinkoff-Saxo           | 4      |
| 13 | Joaquim Rodríguez | Espagne    | Katusha                | 3      |
| 14 | Nairo Quintana    | Colombie   | Movistar               | 2      |
| 15 | Eduard Vorganov   | Russie     | Katusha                | 1      |

### Cols et côtes
|   | Cycliste      | Pays    | Équipe                 | Points |
| - | ------------- | ------- | ---------------------- | ------ |
| 1 | Jérôme Cousin | France  | Europcar               | 3      |
| 2 | Lluís Mas     | Espagne | Caja Rural-Seguros RGA | 2      |
| 3 | Dario Cataldo | Italie  | Sky                    | 1      |

|   | Cycliste       | Pays     | Équipe              | Points |
| - | -------------- | -------- | ------------------- | ------ |
| 1 | Javier Moreno  | Espagne  | Movistar            | 5      |
| 2 | Winner Anacona | Colombie | Lampre-Merida       | 3      |
| 3 | Bob Jungels    | Pays-Bas | Trek Factory Racing | 1      |

| - Ascension d'Aramón Valdelinares (es), 1re catégorie (km 185) \| \| Cycliste \| Pays \| Équipe \| Points \| \| - \| --------------- \| ---------- \| ---------------------- \| ------ \| \| 1 \| Winner Anacona \| Colombie \| Lampre-Merida \| 10 \| \| 2 \| Alexey Lutsenko \| Kazakhstan \| Astana \| 6 \| \| 3 \| Damiano Cunego \| Italie \| Lampre-Merida \| 4 \| \| 4 \| Javier Moreno \| Espagne \| Movistar \| 2 \| \| 5 \| Peio Bilbao \| Espagne \| Caja Rural-Seguros RGA \| 1 \| |                 |            |                        |        |
| | Cycliste        | Pays       | Équipe                 | Points |
| 1 | Winner Anacona  | Colombie   | Lampre-Merida          | 10     |
| 2 | Alexey Lutsenko | Kazakhstan | Astana                 | 6      |
| 3 | Damiano Cunego  | Italie     | Lampre-Merida          | 4      |
| 4 | Javier Moreno   | Espagne    | Movistar               | 2      |
| 5 | Peio Bilbao     | Espagne    | Caja Rural-Seguros RGA | 1      |

## Classements à l'issue de l'étape

### Classement général
|    | Cycliste           | Pays        | Équipe                  |    | Temps           |
| -- | ------------------ | ----------- | ----------------------- | -- | --------------- |
| 1  | Nairo Quintana     | Colombie    | Movistar                | en | 35 h 58 min 5 s |
| 2  | Alberto Contador   | Espagne     | Tinkoff-Saxo            | +  | 3 s             |
| 3  | Alejandro Valverde | Espagne     | Movistar                |    | 8 s             |
| 4  | Winner Anacona     | Colombie    | Lampre-Merida           |    | 9 s             |
| 5  | Christopher Froome | Royaume-Uni | Sky                     |    | 28 s            |
| 6  | Joaquim Rodríguez  | Espagne     | Katusha                 |    | 30 s            |
| 7  | Fabio Aru          | Italie      | Astana                  |    | 1 min 06 s      |
| 8  | Robert Gesink      | Pays-Bas    | Belkin                  |    | 1 min 19 s      |
| 9  | Rigoberto Urán     | Colombie    | Omega Pharma-Quick Step |    | 1 min 26 s      |
| 10 | Warren Barguil     | France      | Giant-Shimano           |    | 1 min 26 s      |

### Classement par points
|   | Cycliste         | Pays      | Équipe          | Points |
| - | ---------------- | --------- | --------------- | ------ |
| 1 | John Degenkolb   | Allemagne | Giant-Shimano   | 87     |
| 2 | Nacer Bouhanni   | France    | FDJ.fr          | 74     |
| 3 | Michael Matthews | Australie | Orica-GreenEDGE | 71     |

### Classement du meilleur grimpeur
|   | Cycliste       | Pays     | Équipe                 | Points |
| - | -------------- | -------- | ---------------------- | ------ |
| 1 | Lluís Mas      | Espagne  | Caja Rural-Seguros RGA | 20     |
| 2 | Winner Anacona | Colombie | Lampre-Merida          | 18     |
| 3 | Jérôme Cousin  | France   | Europcar               | 13     |

### Classement du combiné
|   | Cycliste           | Pays        | Équipe        | Points |
| - | ------------------ | ----------- | ------------- | ------ |
| 1 | Alejandro Valverde | Espagne     | Movistar      | 15     |
| 2 | Christopher Froome | Royaume-Uni | Sky           | 18     |
| 3 | Winner Anacona     | Colombie    | Lampre-Merida | 20     |

### Classements par équipes
|   | Équipe   | Pays     |    | Temps             |
| - | -------- | -------- | -- | ----------------- |
| 1 | Movistar | Espagne  | en | 107 h 27 min 19 s |
| 2 | Katusha  | Russie   | +  | 3 min 11 s        |
| 3 | Belkin   | Pays-Bas |    | 5 min 37 s        |

## Abandon
- Moreno Hofland (Belkin)